# Bartók Katalin
Bartók Katalin Lenke (Kolozsvár, 1942. július 22. – Kolozsvár, 2021. október 25.) erdélyi magyar biológus, egyetemi docens, Váczy Kálmán (1913–1992) és Váczy Leona (1913–1995) lánya.

## Életpályája
Középiskoláit a kolozsvári 3. sz. Középiskolában (jelenleg Apáczai Csere János Elméleti Líceum) végezte 1959-ben 
1959 és 1964 között a Babeș–Bolyai Tudományegyetem biológia-földrajz karára járt, ahol biológia–botanika szakon végzett. 1982 és 1985 között egyetem utáni angol nyelvképzésen vett részt. 1979-ben doktorált a kolozsvári egyetemen. 
Munkahelyei: Tartományi Agrokémiai és Pedológiai Laboratórium, Kolozsvár (1965–1974), Biológiai Kutató Intézet, Kolozsvár (tudományos kutató, 1974–1990), Biológiai Kutató Intézet, Kolozsvár (tudományos főkutató, 1990–1999), Babeș–Bolyai Tudományegyetem Kolozsvár, Biológia-Geológia Kar, Taxonómia és Ökológia Tanszék (egyetemi docens, 1999–2007). 2007-es nyugdíjazása után 2012-ig óraadóként dolgozott. 

## Munkássága
Kutatási területei: lichenológia, növénykórtan, fitoszociológia, természetvédelem, környezetvédelem. Tudományos cikkei és könyvei mellett tudománytörténeti dolgozatokat és könyveket is írt.

### Könyvei
- A növénykórtan alapjai, egyetemi jegyzet, Ábel Kiadó, 2008, 2014. ISBN 9789731140797 (harmadik kiadás)
- Az élő természet védelme. A biodiverzitás védelme Romániában, Ábel Kiadó, Kolozsvár, 2009. ISBN 9789737741806
- Románia természetvédelmi területei és fenntartásuk kezelési módszerei, egyetemi jegyzet, 2012. ISBN 9789731141480
- Csűrös István botanikus. 1914–1998. Élete és munkássága. Centenáriumi emlékezések; szerk. Bartók Katalin, Okos-Rigó Ilona, Csűrös Réka; s.n., Kolozsvár, 2015
- Nyárády Erazmus Gyula emlékezete; szerk. Bartók Katalin; Kriterion Könyvkiadó, Kolozsvár, 2016. ISBN 9789732611517
- Erdély püspöke, tudósa és mecénása – Haynald Lajos, Erdélyi Múzeum-Egyesület, 2019 (társszerzők: Bauer Norbert, Kovács Sándor). ISBN 9786067391350

### Tudományos társasági tagságok
- Nemzeti Talajtani Társaság (Románia)
- Román Fitoszociológiai Társaság
- Erdélyi Múzeum-Egyesület
- American Bryological and Lichenological Society
- International Association for Lichenology
- British Royal Lichenological Society (levelező tag)